# الرخمة (السبرة)

تعديل مصدري - تعديل

الرخمة هي إحدى قرى عزلة عينان بمديرية السبرة التابعة لمحافظة إب، بلغ تعداد سكانها 1305 نسمة حسب تعداد اليمن لعام 2004.